# Beliatore
Beliatore é uma vila no distrito de Bankura, no estado indiano de Bengala Ocidental.

## Demografia
Segundo o censo de 2001, Beliatore tinha uma população de 5653 habitantes. Os indivíduos do sexo masculino constituem 51% da população e os do sexo feminino 49%. Beliatore tem uma taxa de literacia de 74%, superior à média nacional de 59,5%; com 55% para o sexo masculino e 45% para o sexo feminino. 10% da população está abaixo dos 6 anos de idade.